# Люїс Кумпаньш
Люїс Кумпаньш і Жувер (кат. Lluís Companys i Jover; ісп. Lluís Companys i Jover (*21 червня 1882, Тарраса, Каталонія, Іспанія — †15 жовтня 1940, Барселона, Каталонія, Іспанія) — каталонський і іспанський політичний і державний діяч.

## Життєпис
Люїс Кумпаньш народився в Ель-Таррос, нині кумарка Уржель у провінції Льєйда.
У 1898 році вступив до Барселонського університету, де вивчав право.
Люїс Кумпаньш був одним з лідерів лівих націоналістів у Каталонії.
У березні 1931 року брав участь в організації Республіканської лівиці Каталонії.
У 1933—1934 роках був головою уряду автономної Каталонії.
6 жовтня 1934 року Люїс Кумпаньш очолив Каталонське повстання проти центру та правого крила республіканського уряду Лерруса Гарсії, і проголосив каталонську державу (Estat Català). За це він був заарештований і 6 червня 1935 року засуджений до 30-ти років ув'язнення.
Звілнений після перемоги Народного фронту на виборах 1936 року. Знову очолив уряд Каталонії.
1939 року після перемоги фалангістів виїхав до Франції. У серпні 1940 року заарештований агентами Гестапо. Вивезений до Іспанії.
Суд над Кумпаньшем тривав менше години. Останньою його фразою перед розстрілом була «За Каталонію». Тіло Люїс Кумпаньш похована в замку Мотжуїк, на місці його страти.
На честь Люїса Кумпаньша названий «Олімпійський стадіон» у Барселоні.